# Джак (окръг, Тексас)
Окръг Джак (на английски: Jack County) е окръг в щата Тексас, Съединени американски щати. Площта му е 2383 km², а населението - 8763 души (2000). Административен център е град Джаксбъроу.